# Свети Димитър (Брезово)
„Свети великомъченик Димитър Солунски“ е православен храм в град Брезово, част от Пловдивската епархия на Българската православна църква.

## История
Храмът е построен в 1843 година центъра на Абрашларе, името на Брезово до 1879 година, на мястото на порутена стара църква. Водачът на българската партия в селото поп Цвятко престава да служи на гръцки в старата църква и започва да води български служби под един навес. Още през 1830 година килийното училище се премества в дюкяня на абаджията Стойко Миневски, където децата започват да учат на църковно-славянски. В 1841 година брезовските първенци изпращат молба в Цариград, написана от даскал Манол Велев, за разрешение за ремонт на храма. Молбата е придружена с гърне гюлово масло. Строежът започва преди идване на разрешение, като мястото за църковния двор е дар от Стою Адърски. Изграденият с дарения и труд на брезовци храм е с големи за времето си размери – 25 метра дълъг, 10 метра широк и 6 метра висок. Ферманът за ремонта пристига в 1843 година и в същата година новата църква е тържествено осветена.
Стенописите в църквата са завършени в 1870 година, дело на дебърския майстор Нестор Трайков, който изписва целия храм със 146 сцени. В 1980 година обаче стенописите са демонтирани.